# Земгалис, Элмар
Э́лмар Зе́мгалис (латыш. Elmārs Zemgalis; 9 сентября 1923, Рига — 8 декабря 2014) — американский шахматист латвийского происхождения, почётный гроссмейстер (2004). Математик.
После Второй мировой войны проживал на территории Германии как «Перемещённое лицо». Потом совместно с женой иммигрировал в США.
Главное спортивное достижение — победа (совместно с Е. Д. Боголюбовым) в представительном международном турнире в Ольденбурге (1949 г.).